# World Games 2017/Teilnehmer (Polen)
| Gelbes Symbol für Goldmedaillen mit stilisierten Olympischen Ringen | Graues Symbol für Silbermedaillen mit stilisierten Olympischen Ringen | Braundes Symbol für Bronzemedaillen mit stilisierten Olympischen Ringen |
| ------------------------------------------------------------------- | --------------------------------------------------------------------- | ----------------------------------------------------------------------- |
| 9                                                                   | 10                                                                    | 11                                                                      |

Polen nahm in Breslau als Gastgeber an den World Games 2017 teil. Die polnische Delegation bestand aus 294 Athleten.

## Medaillengewinner

### Gold
| Name                                          | Sportart       | Wettkampf            |
| --------------------------------------------- | -------------- | -------------------- |
| Artur Mikolajczewski                          | Indoor-Rudern  | 2000 m Leichtgewicht |
| Jaroslaw Olech                                | Kraftdreikampf | Mittelgewicht        |
| Wojciech Bogdal                               | Luftsport      | Paramotor Slalom     |
| Marta Waliczek                                | Kickboxen      | K1 60 kg             |
| Dawid Kasperski                               | Kickboxen      | K1 86 kg             |
| Patryk Dudek Maciej Janowski Bartosz Zmarzlik | Speedway       | Mannschaft           |
| Santia Hinostroza Jorge Vera                  | Tanzen         | Rock ’n’ Roll        |
| Tomasz Szewczak                               | Jiu Jitsu      | 94 kg Fighting       |
| Jedrzej Loska                                 | Jiu Jitsu      | 62 kg Ne-Waza        |

### Silber
| Name                                                           | Sportart      | Wettkampf                    |
| -------------------------------------------------------------- | ------------- | ---------------------------- |
| Mateusz Pluta                                                  | Kickboxen     | K1 91 kg                     |
| Michal Ronkiewicz                                              | Kickboxen     | K1 75 kg                     |
| Alicja Tchorz                                                  | Rettungssport | 200 m Hindernisschwimmen     |
| Adam Dubiel Cezary Kepa Wojciech Kotowski Bartosz Makowski     | Rettungssport | 4 × 50 m Hindernisstaffel    |
| Adam Dubiel Cezary Kepa Wojciech Kotowski Bartosz Stanielewicz | Rettungssport | 4 × 25 m Puppenstaffel       |
| Bartosz Zablocki                                               | Indoor-Rudern | 2000 m Offene Gewichtsklasse |
| Anna Wierzbowska                                               | Indoor-Rudern | 500 m Offene Gewichtsklasse  |
| Rafal Riss                                                     | Jiu Jitsu     | +94 kg Fighting              |
| Maciej Polok                                                   | Jiu Jitsu     | 69 kg Ne-Waza                |
| Lukasz Radosz                                                  | Muay Thai     | 91 kg                        |

### Bronze
| Name                                                                                     | Sportart      | Wettkampf                  |
| ---------------------------------------------------------------------------------------- | ------------- | -------------------------- |
| Malgorzata Dymus                                                                         | Kickboxen     | K1 56 kg                   |
| Wojciech Kazieczko                                                                       | Kickboxen     | K1 67 kg                   |
| Marcin Bernat                                                                            | Luftsport     | Paramotor Slalom           |
| Magdalena Macios                                                                         | Sumō          | Leichtgewicht              |
| Pawel Wojda                                                                              | Sumō          | Leichtgewicht              |
| Dominika Kossakowska Anna Nocon Alicja Tchorz Karolina Faszczewska                       | Rettungssport | 4 × 50 m Gurtretterstaffel |
| Oskar Siegert                                                                            | Muay Thai     | 63,5 kg                    |
| Emilia Mackowiak                                                                         | Jiu Jitsu     | Open Ne-Waza               |
| Maciej Kozak                                                                             | Jiu Jitsu     | 77 kg Ne-Waza              |
| Magdalena Giec Maciej Kozak Jedrzej Loska Emilia Mackowiak Tomasz Szewczak Marta Walotek | Jiu Jitsu     | Mannschaft                 |
| Michal Babos                                                                             | Karate        | Kumite + 84 kg             |

## Teilnehmer nach Sportarten

### Akrobatik
| Athleten                       | Wettbewerb | Qualifikation | Qualifikation | Finale        | Finale        | Rang          |
| Athleten                       | Wettbewerb | Punkte        | Rang          | Punkte        | Rang          | Rang          |
| ------------------------------ | ---------- | ------------- | ------------- | ------------- | ------------- | ------------- |
| Mixed                          |            |               |               |               |               |               |
| Julia Kraj Wojciech Dackiewicz | Paar       | 48.490        | 6             | ausgeschieden | ausgeschieden | ausgeschieden |

### American Football
| Wettbewerb       | Männer |
| ---------------- | --- |
| Athleten         | Filip Moscicki Szymon Adamczyk Daniel Tarnawski Tomasz Zukowski Zbigniew Szrejber Mateusz Szefler Pawe Swiatek Wojciech Stolarszyk Pawe Brodzki Konrad Starczewski Adrian Brudny Marek Stajer Mateusz Slawinski Adam Skakowski Kamil Ruta Adam Roszkowski Robert Rosolek Rafal Rogaczewski Arkadiusz Cieslok Kamil Piatek Mikolaj Pawlaczyk Marcin Osumek Antoni Omondi Tomasz Zubrycki Hubert Ogrodowczyk Michal Niemas Adam Nelip Karol Mogielnicki Karol Zak Jakub Mazan Patryk Matkowski Maciej Wlodarczyk Dominik Grzegorz Szymon Barczak Adam Lary Kacper Kurcius Jakub Krystecki Damian Wesolowski Bartosz Dziedzic Gabriel Kalus Marcin Kaim Maciej Jaroszewski |
| Halbfinale       | Frankreich (2:28) |
| Spiel um Platz 3 | USA (7:14) |
| Platzierung      | 4 |

### Beachhandball
| Wettbewerb                          | Frauen | Männer |
| ----------------------------------- | --- | --- |
| Athleten                            | Paulina Sowa Ewa Nowicka Magdalena Słota Weronika Łakomy Paula Mazurek Katarzyna Masłowska Lidia Żakowska Alicja Ślęzak Sylwia Bartkowiak Natalia Krupa | Sebastian Trojanowicz Adrian Fiodor Maciej Włudarczak Łukasz Zakreta Konrad Szczukocki Miłosz Rupp Emil Kożuchowski Kacper Adamski Mateusz Orłowski Bartosz Wojdak |
| Gruppenphase                        | Chinesisch Taipeh 2:0 Brasilien 0:2 Australien 1:2 | Ungarn 0:2 Kroatien 0:2 Ägypten 2:0 |
| Viertelfinale                       | Spanien 0:2 | Brasilien 0:2 |
| Halbfinale                          | ausgeschieden | ausgeschieden |
| Platzierungsspiele 5–8              | Tunesien 2:1 | Uruguay 0:2 |
| Spiel um Platz 5 / Spiel um Platz 7 | Australien 2:0 | Ägypten 2:0 |
| Platzierung                         | 5 | 7 |

### Billard
| Athleten          | Wettbewerb | Achtelfinale      | Achtelfinale | Viertelfinale | Viertelfinale | Halbfinale    | Halbfinale    | Finale / Platz 3 | Finale / Platz 3 | Rang          |
| Athleten          | Wettbewerb | Gegner            | Ergebnis     | Gegner        | Ergebnis      | Gegner        | Ergebnis      | Gegner           | Ergebnis         | Rang          |
| ----------------- | ---------- | ----------------- | ------------ | ------------- | ------------- | ------------- | ------------- | ---------------- | ---------------- | ------------- |
| Frauen            |            |                   |              |               |               |               |               |                  |                  |               |
| Oliwia Czupryńska | 9-Ball     | Natalia Seroshtan | 9:5          | Yu Han        | 4:9           | ausgeschieden | ausgeschieden | ausgeschieden    | ausgeschieden    | ausgeschieden |
| Männer            |            |                   |              |               |               |               |               |                  |                  |               |
| Mieszko Fortunski | 9-Ball     | Jiaqing Wu        | 11:10        | Carlo Biado   | 9:11          | ausgeschieden | ausgeschieden | ausgeschieden    | ausgeschieden    | ausgeschieden |
| David Tonojan     | Dreiband   | Daniel Sanchez    | 9:40         | ausgeschieden | ausgeschieden | ausgeschieden | ausgeschieden | ausgeschieden    | ausgeschieden    | ausgeschieden |
| Mateusz Sniegocki | Dreiband   | Pedro Piedrabuena | 10:40        | ausgeschieden | ausgeschieden | ausgeschieden | ausgeschieden | ausgeschieden    | ausgeschieden    | ausgeschieden |
| Mixed             |            |                   |              |               |               |               |               |                  |                  |               |
| Kacper Filipiak   | Snooker    | Aditya Mehta      | 5:11         | ausgeschieden | ausgeschieden | ausgeschieden | ausgeschieden | ausgeschieden    | ausgeschieden    | ausgeschieden |

### Boules
| Frauen                             |                 |                                             |               |               |               |               |               |               |      |      |
| Gorzata Kowalczyk                  | Raffa Einzel    | abgesagt                                    | abgesagt      | abgesagt      | abgesagt      | abgesagt      | abgesagt      | abgesagt      |      |      |
| Gorzata Kowalczyk Olga Wasik       | Raffa Doppel    | Susanna Longoni / Laura Riso                | 0:12          | ausgeschieden | ausgeschieden | ausgeschieden | ausgeschieden | ausgeschieden |      |      |
| Gorzata Kowalczyk Olga Wasik       | Raffa Doppel    | Wefei Cen / Wei Zhang                       | 6:12          | ausgeschieden | ausgeschieden | ausgeschieden | ausgeschieden | ausgeschieden |      |      |
| Anna Szubielska Agnieszka Kupiec   | Péntaque Doppel | Nancy Barzin / Camille Max                  | 2:13          | ausgeschieden | ausgeschieden | ausgeschieden | ausgeschieden | ausgeschieden |      |      |
| Anna Szubielska Agnieszka Kupiec   | Péntaque Doppel | Lili Chao / Guijin Chao                     | 4:13          | ausgeschieden | ausgeschieden | ausgeschieden | ausgeschieden | ausgeschieden |      |      |
| Männer                             |                 |                                             |               |               |               |               |               |               |      |      |
| Cezary Nowakowski                  | Raffa Einzel    | abgesagt                                    | abgesagt      | abgesagt      | abgesagt      | abgesagt      | abgesagt      | abgesagt      |      |      |
| Jędrzej Sliz Andrzej Sliz          | Péntaque Doppel | Andre Lozano / Claudy Weibel                | 13:12         | ausgeschieden | ausgeschieden | ausgeschieden | ausgeschieden | ausgeschieden |      |      |
| Jędrzej Sliz Andrzej Sliz          | Péntaque Doppel | Diego Rizzi / Fabio Dutto                   | 0:13          | ausgeschieden | ausgeschieden | ausgeschieden | ausgeschieden | ausgeschieden |      |      |
| Jędrzej Sliz Andrzej Sliz          | Péntaque Doppel | Tafita Andriamahandry / Limsoon Rasmimanana | 4:13          | ausgeschieden | ausgeschieden | ausgeschieden | ausgeschieden | ausgeschieden |      |      |
| Cezary Nowakowski Cyryl Zotogorski | Raffa Doppel    | Volnei Branchi / Nei Luiz Cenci             | 10:12         | ausgeschieden | ausgeschieden | ausgeschieden | ausgeschieden | ausgeschieden |      |      |
| Cezary Nowakowski Cyryl Zotogorski | Raffa Doppel    | Valentino Ortelli / Luca Rodoni             | 0:12          | ausgeschieden | ausgeschieden | ausgeschieden | ausgeschieden | ausgeschieden |      |      |
| Athleten                           | Wettbewerb      | Qualifikation                               | Qualifikation | Halbfinale    | Halbfinale    | Finale        | Finale        | Rang          | Rang | Rang |
| Athleten                           | Wettbewerb      | Punkte                                      | Rang          | Gegner        | Ergebnis      | Gegner        | Ergebnis      | Rang          | Rang | Rang |
| Frauen                             |                 |                                             |               |               |               |               |               |               |      |      |
| Anna Szubielska                    | Péntaque Einzel | 34                                          | 8             | ausgeschieden | ausgeschieden | ausgeschieden | ausgeschieden | ausgeschieden |      |      |
| Männer                             |                 |                                             |               |               |               |               |               |               |      |      |
| Jędrzej Sliz                       | Péntaque Einzel | 67                                          | 8             | ausgeschieden | ausgeschieden | ausgeschieden | ausgeschieden | ausgeschieden |      |      |

### Bowling
| Athleten                         | Wettbewerb | Qualifikation | Qualifikation | Vorrunde                    | Vorrunde | Vorrunde                         | Vorrunde | Vorrunde                          | Vorrunde | Achtelfinale  | Achtelfinale  | Viertelfinale  | Viertelfinale | Halbfinale    | Halbfinale    | Finale        | Finale        | Rang          |
| Athleten                         | Wettbewerb | Punkte        | Rang          | Gegner                      | Ergebnis | Gegner                           | Ergebnis | Gegner                            | Ergebnis | Gegner        | Ergebnis      | Gegner         | Ergebnis      | Gegner        | Ergebnis      | Gegner        | Ergebnis      | Rang          |
| -------------------------------- | ---------- | ------------- | ------------- | --------------------------- | -------- | -------------------------------- | -------- | --------------------------------- | -------- | ------------- | ------------- | -------------- | ------------- | ------------- | ------------- | ------------- | ------------- | ------------- |
| Frauen                           |            |               |               |                             |          |                                  |          |                                   |          |               |               |                |               |               |               |               |               |               |
| Lucyna Charezinska               | Einzel     | 1150          | 30            | –                           | –        | –                                | –        | –                                 | –        | ausgeschieden | ausgeschieden | ausgeschieden  | ausgeschieden | ausgeschieden | ausgeschieden | ausgeschieden | ausgeschieden | ausgeschieden |
| Daria Pajak                      | Einzel     | 1449          | 4             | –                           | –        | –                                | –        | –                                 | –        | Karen Marcano | 2:0           | Clara Guerrero | 0:2           | ausgeschieden | ausgeschieden | ausgeschieden | ausgeschieden | ausgeschieden |
| Lucyna Charezinska Daria Pajak   | Doppel     | –             | –             | Moonheong Kim / Sujin Kang  | 747:975  | Rocio Restrepo / Clara Guerrero  | 824:994  | Valerie Bercier / Miranda Panas   | 664:943  | ausgeschieden | ausgeschieden | ausgeschieden  | ausgeschieden | ausgeschieden | ausgeschieden | ausgeschieden | ausgeschieden | ausgeschieden |
| Männer                           |            |               |               |                             |          |                                  |          |                                   |          |               |               |                |               |               |               |               |               |               |
| Patryk Preus                     | Einzel     | 1224          | 28            | –                           | –        | –                                | –        | –                                 | –        | ausgeschieden | ausgeschieden | ausgeschieden  | ausgeschieden | ausgeschieden | ausgeschieden | ausgeschieden | ausgeschieden | ausgeschieden |
| Alessandro Silletti              | Einzel     | 1229          | 27            | –                           | –        | –                                | –        | –                                 | –        | ausgeschieden | ausgeschieden | ausgeschieden  | ausgeschieden | ausgeschieden | ausgeschieden | ausgeschieden | ausgeschieden | ausgeschieden |
| Patryk Preus Alessandro Silletti | Doppel     | –             | –             | Youngseon Cho / Heewon Kang | 839:924  | Dan Maclelland / Francois Lavoie | 772:959  | Ricardo Lecuona / Arturo Quintero | 904:906  | –             | –             | ausgeschieden  | ausgeschieden | ausgeschieden | ausgeschieden | ausgeschieden | ausgeschieden | ausgeschieden |

### Feldbogenschießen
| Athleten                         | Wettbewerb          | Qualifikation | Qualifikation | Ausscheidungsrunde     | Ausscheidungsrunde | Sechzehntelfinale | Sechzehntelfinale | Achtelfinale            | Achtelfinale  | Viertelfinale                     | Viertelfinale | Halbfinale    | Halbfinale    | Finale        | Finale        | Rang          |
| Athleten                         | Wettbewerb          | Ringe         | Rang          | Gegner                 | Ergebnis           | Gegner            | Ergebnis          | Gegner                  | Ergebnis      | Gegner                            | Ergebnis      | Gegner        | Ergebnis      | Gegner        | Ergebnis      | Rang          |
| -------------------------------- | ------------------- | ------------- | ------------- | ---------------------- | ------------------ | ----------------- | ----------------- | ----------------------- | ------------- | --------------------------------- | ------------- | ------------- | ------------- | ------------- | ------------- | ------------- |
| Frauen                           |                     |               |               |                        |                    |                   |                   |                         |               |                                   |               |               |               |               |               |               |
| Martyna Wisniewska               | Blankbogen          | 271           | 12            | Miyuki Maruyama        | 52:59              | ausgeschieden     | ausgeschieden     | ausgeschieden           | ausgeschieden | ausgeschieden                     | ausgeschieden | ausgeschieden | ausgeschieden | ausgeschieden | ausgeschieden | ausgeschieden |
| Mariya Shkolna                   | Compoundbogen       | 690           | 12            | –                      | –                  | Marla Cintron     | 143:139           | Sarah Prieels           | 144:146       | ausgeschieden                     | ausgeschieden | ausgeschieden | ausgeschieden | ausgeschieden | ausgeschieden | ausgeschieden |
| Joanna Rzasa                     | Recurvebogen        | 315           | 9             | Natalia Lesniak        | 80:69              | ausgeschieden     | ausgeschieden     | ausgeschieden           | ausgeschieden | ausgeschieden                     | ausgeschieden | ausgeschieden | ausgeschieden | ausgeschieden | ausgeschieden | ausgeschieden |
| Joanna Rzasa                     | Recurvebogen        | 315           | 9             | Jessica Tomasi         | 81:82              | ausgeschieden     | ausgeschieden     | ausgeschieden           | ausgeschieden | ausgeschieden                     | ausgeschieden | ausgeschieden | ausgeschieden | ausgeschieden | ausgeschieden | ausgeschieden |
| Natalia Lesniak                  | Recurvebogen        | 315           | 10            | Joanna Rzasa           | 69:80              | ausgeschieden     | ausgeschieden     | ausgeschieden           | ausgeschieden | ausgeschieden                     | ausgeschieden | ausgeschieden | ausgeschieden | ausgeschieden | ausgeschieden | ausgeschieden |
| Männer                           |                     |               |               |                        |                    |                   |                   |                         |               |                                   |               |               |               |               |               |               |
| Mateusz Siejko                   | Blankbogen          | 228           | 12            | Mick Fisher            | 28:69              | ausgeschieden     | ausgeschieden     | ausgeschieden           | ausgeschieden | ausgeschieden                     | ausgeschieden | ausgeschieden | ausgeschieden | ausgeschieden | ausgeschieden | ausgeschieden |
| Lukasz Przybylski                | Compoundbogen       | 699           | 19            | –                      | –                  | –                 | –                 | Camilo Cardona Montanez | 134:147       | ausgeschieden                     | ausgeschieden | ausgeschieden | ausgeschieden | ausgeschieden | ausgeschieden | ausgeschieden |
| Adam Scibski                     | Recurvebogen        | 338           | 12            | Jean-Charles Valladont | 82:83              | ausgeschieden     | ausgeschieden     | ausgeschieden           | ausgeschieden | ausgeschieden                     | ausgeschieden | ausgeschieden | ausgeschieden | ausgeschieden | ausgeschieden | ausgeschieden |
| Mixed                            |                     |               |               |                        |                    |                   |                   |                         |               |                                   |               |               |               |               |               |               |
| Lukasz Przybylski Mariya Shkolna | Compound Mannschaft | –             | –             | –                      | –                  | –                 | –                 | –                       | –             | Stephan Hansen / Sarah Sønnichsen | 151:157       | ausgeschieden | ausgeschieden | ausgeschieden | ausgeschieden | ausgeschieden |

### Flossenschwimmen
| Athleten                                                          | Wettbewerb         | Finale      | Finale | Rang |
| Athleten                                                          | Wettbewerb         | Zeit        | Rang   | Rang |
| ----------------------------------------------------------------- | ------------------ | ----------- | ------ | ---- |
| Frauen                                                            |                    |             |        |      |
| Amelia Pisarczyk                                                  | 50 m Doppelflosse  | 22,29 s     | 8      | 7    |
| Amelia Pisarczyk                                                  | 100 m Doppelflosse | 49,68 s     | 8      | 8    |
| Weronika Prentka                                                  | 100 m Doppelflosse | 49,56 s     | 7      | 7    |
| Julia Ma Achowska Zuzanna Rzepka Amelia Psarczyk Weronika Prentka | 4 × 100 m Staffel  | 2:46,95 min | 7      | 7    |
| Männer                                                            |                    |             |        |      |
| Mateusz Sturmiej Filip Nowak Wojciech Lipka Blazej Galkowski      | 4 × 100-m-Staffel  | 2:30,83 min | 7      | 7    |

### Indoor-Rudern
| Athleten             | Wettbewerb                   | Zeit       | Rang   |
| -------------------- | ---------------------------- | ---------- | ------ |
| Frauen               |                              |            |        |
| Anna Wierzbowska     | 500 m Offene Gewichtsklasse  | 1:26,8 min | Silber |
| Männer               |                              |            |        |
| Bartosz Zablocki     | 500 m Offene Gewichtsklasse  | 1:14,6 min | 5      |
| Bartosz Zablocki     | 2000 m Offene Gewichtsklasse | 5:44,5 min | Silber |
| Artur Mikołajczewski | 2000 m Leichtgewicht         | 6:11,5 min | Gold   |

### Inlinehockey
| Wettbewerb       | Männer |
| ---------------- | --- |
| Athleten         | Pawel Zyla Artur Wieczorek Maciej Resiak Mateusz Struzyk Krzysztof Dudkiewicz Marek Wrobel Michal Elzbieciak Mateusz Podsiedlik Adam Wrobel Dariusz Wanat Tomasz Witkowski Bartlomiej Stepien Sebastian Owczarek Filip Kwiencinski |
| Gruppenphase     | Tschechien 1:4 Vereinigte Staaten 0:10 Kanada 1:3 |
| Spiel um Platz 7 | Argentinien 1:5 |
| Platzierung      | 8 |

### Inline-Speedskating

#### Bahn
| Athleten              | Wettbewerb           | Qualifikation    | Qualifikation    | Viertelfinale    | Viertelfinale    | Halbfinale       | Halbfinale       | Finale           | Finale           | Rang             |
| Athleten              | Wettbewerb           | Zeit             | Rang             | Zeit             | Rang             | Zeit             | Rang             | Zeit/Punkte      | Rang             | Rang             |
| --------------------- | -------------------- | ---------------- | ---------------- | ---------------- | ---------------- | ---------------- | ---------------- | ---------------- | ---------------- | ---------------- |
| Frauen                |                      |                  |                  |                  |                  |                  |                  |                  |                  |                  |
| Aleksandra Glamkowska | 300 m Zeitfahren     | 28,692 s         | 18               | –                | –                | –                | –                | ausgeschieden    | ausgeschieden    | ausgeschieden    |
| Aleksandra Goss       | 300 m Zeitfahren     | nicht angetreten | nicht angetreten | nicht angetreten | nicht angetreten | nicht angetreten | nicht angetreten | nicht angetreten | nicht angetreten | nicht angetreten |
| Sonia Gach            | 500 m Sprint         | –                | –                | 50,255 s         | 5                | ausgeschieden    | ausgeschieden    | ausgeschieden    | ausgeschieden    | ausgeschieden    |
| Aleksandra Glamkowska | 500 m Sprint         | –                | –                | 47,919 s         | 5                | ausgeschieden    | ausgeschieden    | ausgeschieden    | ausgeschieden    | ausgeschieden    |
| Aleksandra Goss       | 500 m Sprint         | –                | –                | 46,183 s         | 6                | ausgeschieden    | ausgeschieden    | ausgeschieden    | ausgeschieden    | ausgeschieden    |
| Sonia Gach            | 1000 m Sprint        | –                | –                | nicht angetreten | nicht angetreten | nicht angetreten | nicht angetreten | nicht angetreten | nicht angetreten | nicht angetreten |
| Aleksandra Glamkowska | 1000 m Sprint        | –                | –                | 1:36,595 min     | 13               | 1:30,875 min     | 14               | ausgeschieden    | ausgeschieden    | ausgeschieden    |
| Aleksandra Goss       | 1000 m Sprint        | –                | –                | 1:29,894 min     | 8                | ausgeschieden    | ausgeschieden    | ausgeschieden    | ausgeschieden    | ausgeschieden    |
| Sonia Gach            | 10000 m Punkterennen | –                | –                | –                | –                | –                | –                | 0 Punkte         | 12               | 12               |
| Aleksandra Goss       | 10000 m Punkterennen | –                | –                | –                | –                | –                | –                | 2 Punkte         | 7                | 7                |
| Sonia Gach            | 15000 m Rennen       | –                | –                | –                | –                | –                | –                | ausgeschieden    | ausgeschieden    | ausgeschieden    |
| Aleksandra Glamkowska | 15000 m Rennen       | –                | –                | –                | –                | –                | –                | nicht angetreten | nicht angetreten | nicht angetreten |
| Aleksandra Goss       | 15000 m Rennen       | –                | –                | –                | –                | –                | –                | ausgeschieden    | ausgeschieden    | ausgeschieden    |
| Männer                |                      |                  |                  |                  |                  |                  |                  |                  |                  |                  |
| Gawel Oficjalski      | 300 m Zeitfahren     | nicht angetreten | nicht angetreten | nicht angetreten | nicht angetreten | nicht angetreten | nicht angetreten | nicht angetreten | nicht angetreten | nicht angetreten |
| Jan Swiatek           | 300 m Zeitfahren     | 26,689 s         | 13               | –                | –                | –                | –                | ausgeschieden    | ausgeschieden    | ausgeschieden    |
| Gawel Oficjalski      | 500 m Sprint         | –                | –                | disqualifiziert  | disqualifiziert  | ausgeschieden    | ausgeschieden    | ausgeschieden    | ausgeschieden    | ausgeschieden    |
| Jan Swiatek           | 500 m Sprint         | –                | –                | 44,050 s         | 4                | ausgeschieden    | ausgeschieden    | ausgeschieden    | ausgeschieden    | ausgeschieden    |
| Pawel Ciezki          | 1000 m Sprint        | –                | –                | nicht angetreten | nicht angetreten | nicht angetreten | nicht angetreten | nicht angetreten | nicht angetreten | nicht angetreten |
| Gawel Oficjalski      | 1000 m Sprint        | –                | –                | nicht angetreten | nicht angetreten | nicht angetreten | nicht angetreten | nicht angetreten | nicht angetreten | nicht angetreten |
| Jan Swiatek           | 1000 m Sprint        | –                | –                | 1:29,605 min     | 14               | ausgeschieden    | ausgeschieden    | ausgeschieden    | ausgeschieden    | ausgeschieden    |
| Pawel Ciezki          | 10000 m Punkterennen | –                | –                | –                | –                | –                | –                | ausgeschieden    | ausgeschieden    | ausgeschieden    |
| Jan Swiatek           | 10000 m Punkterennen | –                | –                | –                | –                | –                | –                | nicht angetreten | nicht angetreten | nicht angetreten |
| Pawel Ciezki          | 15000 m Rennen       | –                | –                | –                | –                | –                | –                | ausgeschieden    | ausgeschieden    | ausgeschieden    |
| Jan Swiatek           | 15000 m Rennen       | –                | –                | –                | –                | –                | –                | ausgeschieden    | ausgeschieden    | ausgeschieden    |

#### Straße
| Athleten              | Wettbewerb           | Qualifikation | Qualifikation | Viertelfinale | Viertelfinale | Halbfinale    | Halbfinale    | Finale           | Finale           | Rang             |
| Athleten              | Wettbewerb           | Zeit          | Rang          | Zeit          | Rang          | Zeit          | Rang          | Zeit/Punkte      | Rang             | Rang             |
| --------------------- | -------------------- | ------------- | ------------- | ------------- | ------------- | ------------- | ------------- | ---------------- | ---------------- | ---------------- |
| Frauen                |                      |               |               |               |               |               |               |                  |                  |                  |
| Aleksandra Glamkowska | 200 m Zeitfahren     | 21,117 s      | 22            | –             | –             | –             | –             | ausgeschieden    | ausgeschieden    | ausgeschieden    |
| Sonia Gach            | 500 m Sprint         | 58,498 s      | 4             | ausgeschieden | ausgeschieden | ausgeschieden | ausgeschieden | ausgeschieden    | ausgeschieden    | ausgeschieden    |
| Aleksandra Goss       | 500 m Sprint         | 56,836 s      | 5             | ausgeschieden | ausgeschieden | ausgeschieden | ausgeschieden | ausgeschieden    | ausgeschieden    | ausgeschieden    |
| Aleksandra Glamkowska | 500 m Sprint         | 56,839 s      | 4             | ausgeschieden | ausgeschieden | ausgeschieden | ausgeschieden | ausgeschieden    | ausgeschieden    | ausgeschieden    |
| Sonia Gach            | 10000 m Punkterennen | –             | –             | –             | –             | –             | –             | 0 Punkte         | ausgeschieden    | ausgeschieden    |
| Aleksandra Goss       | 10000 m Punkterennen | –             | –             | –             | –             | –             | –             | 0 Punkte         | 13               | 13               |
| Aleksandra Glamkowska | 10000 m Punkterennen | –             | –             | –             | –             | –             | –             | 0 Punkte         | ausgeschieden    | ausgeschieden    |
| Sonia Gach            | 20000 m Rennen       | –             | –             | –             | –             | –             | –             | ausgeschieden    | ausgeschieden    | ausgeschieden    |
| Aleksandra Goss       | 20000 m Rennen       | –             | –             | –             | –             | –             | –             | ausgeschieden    | ausgeschieden    | ausgeschieden    |
| Aleksandra Glamkowska | 20000 m Rennen       | –             | –             | –             | –             | –             | –             | nicht angetreten | nicht angetreten | nicht angetreten |
| Männer                |                      |               |               |               |               |               |               |                  |                  |                  |
| Gawel Oficjalski      | 200 m Zeitfahren     | 18,508 s      | 17            | –             | –             | –             | –             | ausgeschieden    | ausgeschieden    | ausgeschieden    |
| Jan Swiatek           | 200 m Zeitfahren     | 19,050 s      | 20            | –             | –             | –             | –             | ausgeschieden    | ausgeschieden    | ausgeschieden    |
| Pawel Ciezki          | 500 m Sprint         | 46,727 s      | 4             | ausgeschieden | ausgeschieden | ausgeschieden | ausgeschieden | ausgeschieden    | ausgeschieden    | ausgeschieden    |
| Gawel Oficjalski      | 500 m Sprint         | 45,771 s      | 3             | ausgeschieden | ausgeschieden | ausgeschieden | ausgeschieden | ausgeschieden    | ausgeschieden    | ausgeschieden    |
| Jan Swiatek           | 500 m Sprint         | 47,036 s      | 4             | ausgeschieden | ausgeschieden | ausgeschieden | ausgeschieden | ausgeschieden    | ausgeschieden    | ausgeschieden    |
| Pawel Ciezki          | 10000 m Punkterennen | –             | –             | –             | –             | –             | –             | 0 Punkte         | ausgeschieden    | ausgeschieden    |
| Gawel Oficjalski      | 10000 m Punkterennen | –             | –             | –             | –             | –             | –             | 0 Punkte         | ausgeschieden    | ausgeschieden    |
| Jan Swiatek           | 10000 m Punkterennen | –             | –             | –             | –             | –             | –             | 0 Punkte         | ausgeschieden    | ausgeschieden    |
| Pawel Ciezki          | 20000 m Rennen       | –             | –             | –             | –             | –             | –             | ausgeschieden    | ausgeschieden    | ausgeschieden    |
| Jan Swiatek           | 20000 m Rennen       | –             | –             | –             | –             | –             | –             | ausgeschieden    | ausgeschieden    | ausgeschieden    |

### Jiu Jitsu
| Athleten                                                                                 | Wettbewerb      | Vorrunde                    | Vorrunde | Vorrunde                    | Vorrunde | Achtelfinale | Achtelfinale | Viertelfinale  | Viertelfinale | Halbfinale                | Halbfinale    | Finale / Platz 3      | Finale / Platz 3 | Rang          |
| Athleten                                                                                 | Wettbewerb      | Gegner                      | Ergebnis | Gegner                      | Ergebnis | Gegner       | Ergebnis     | Gegner         | Ergebnis      | Gegner                    | Ergebnis      | Gegner                | Ergebnis         | Rang          |
| ---------------------------------------------------------------------------------------- | --------------- | --------------------------- | -------- | --------------------------- | -------- | ------------ | ------------ | -------------- | ------------- | ------------------------- | ------------- | --------------------- | ---------------- | ------------- |
| Frauen                                                                                   |                 |                             |          |                             |          |              |              |                |               |                           |               |                       |                  |               |
| Magdalena Giec                                                                           | 55 kg Fighting  | Jessica Scricciolo          | 10:9     | Romina Lopez Cestari        | 13:12    | –            | –            | –              | –             | Laure Beauchet            | 7:10          | Jessica Scricciolo    | 8:14             | 4             |
| Marta Walotek                                                                            | 62 kg Fighting  | Carina Neupert              | 50:0     | Madeline Choconta Rojas     | 6:12     | –            | –            | –              | –             | Séverine Nébié            | 0:50          | Carina Neupert        | 4:20             | 4             |
| Emilia Mackowiak                                                                         | 70 kg Fighting  | Chloe Lalande               | 8:7      | Veronica Lopez Herrera      | 13:1     | –            | –            | –              | –             | Theresa Attenberger       | 0:50          | Aafke van Leeuwen     | 8:9              | 4             |
| Magdalena Giec                                                                           | 55 kg Ne-Waza   | Amal Amjahid                | 0:100    | Bayarmaa Munkhgerel         | 14:0     | –            | –            | –              | –             | ausgeschieden             | ausgeschieden | ausgeschieden         | ausgeschieden    | ausgeschieden |
| Emilia Mackowiak                                                                         | Open Ne-Waza    | –                           | –        | –                           | –        | –            | –            | Séverine Nébié | 2:0           | Luma Hatem Sharif Alqubaj | 0:27          | Chloe Lalande         | 6:2              | Bronze        |
| Männer                                                                                   |                 |                             |          |                             |          |              |              |                |               |                           |               |                       |                  |               |
| Tomasz Szewczak                                                                          | 94 kg Fighting  | Tim Weidenbecher            | 50:0     | Mohsen Hamid Aghchay        | 15:8     | –            | –            | –              | –             | Benjamin Lah              | 11:9          | Mohsen Hamid Aghchay  | 14:0             | Gold          |
| Rafal Riss                                                                               | +94 kg Fighting | Makrem Saanouni             | 50:0     | Christian Alvarez Fernandez | 50:0     | –            | –            | –              | –             | Dejan Vukcevic            | 9:3           | Alexandre Fromange    | 5:7              | Silber        |
| Jedrzej Loska                                                                            | 62 kg Ne-Waza   | Joao Carlos Hiroshi Kuraoka | 2:8      | Yared Dechasse              | 100:0    | –            | –            | –              | –             | Ron Cohen                 | 100:4         | Jairo Viviescas Ortiz | 100:0            | Gold          |
| Maciej Polok                                                                             | 69 kg Ne-Waza   | –                           | –        | –                           | –        | –            | –            | –              | –             | Talib Alkirbi             | 100:0         | Haidar Abbas          | 4:4              | Silber        |
| Maciej Kozak                                                                             | 77 kg Ne-Waza   | Mohamed Al Qubaisi          | 0:0      | Jonathan Charlot            | 100:0    | –            | –            | –              | –             | Wim Deputter              | 0:1           | Mohamed Al Qubaisi    | 6:0              | Bronze        |
| Maciej Kozak                                                                             | Open Ne-Waza    | –                           | –        | –                           | –        | Ron Cohen    | 5:2          | Wim Deputter   | 4:6           | ausgeschieden             | ausgeschieden | ausgeschieden         | ausgeschieden    | ausgeschieden |
| Mixed                                                                                    |                 |                             |          |                             |          |              |              |                |               |                           |               |                       |                  |               |
| Magdalena Giec Maciej Kozak Jedrzej Loska Emilia Mackowiak Tomasz Szewczak Marta Walotek | Mannschaft      | –                           | –        | –                           | –        | –            | –            | –              | –             | Russland                  | 3:4           | Niederlande           | 4:3              | Bronze        |

### Kanupolo
| Wettbewerb       | Frauen | Männer |
| ---------------- | --- | --- |
| Athleten         | Monika Pacyga Dominika Sojka Weronika Jasiukiewicz Marlena Madej Marta Bokun Justyna Tyrowicz Klaudia Sachmerda Sandra Pilarz | Daniel Jarmarkiewicz Arkadiusz Pilarz Jakub Maslak Lukasz Pilarz Bartlomiej Dawidek Borys Zubczewski Krzysztof Schiller Hubert Migdalski |
| Gruppenphase     | Frankreich 5:7 Deutschland 1:12 Kanada 3:4 Italien 2:3 Neuseeland 5:7 Niederlande 4:6                                         | Spanien 2:3 Frankreich 0:4 Chinesisch Taipeh 9:5 Neuseeland 6:5 Italien 2:9 Deutschland 4:6                                              |
| Halbfinale       | ausgeschieden | ausgeschieden |
| Spiel um Platz 5 | ausgeschieden | Neuseeland 4:6 |
| Platzierung      | 7 | 6 |

### Karate
| Athleten             | Wettbewerb    | Vorrunde          | Vorrunde | Vorrunde             | Vorrunde | Vorrunde        | Vorrunde | Halbfinale         | Halbfinale    | Finale / Platz 3   | Finale / Platz 3 | Rang          |
| Athleten             | Wettbewerb    | Gegner            | Ergebnis | Gegner               | Ergebnis | Gegner          | Ergebnis | Gegner             | Ergebnis      | Gegner             | Ergebnis         | Rang          |
| -------------------- | ------------- | ----------------- | -------- | -------------------- | -------- | --------------- | -------- | ------------------ | ------------- | ------------------ | ---------------- | ------------- |
| Frauen               |               |                   |          |                      |          |                 |          |                    |               |                    |                  |               |
| Magdalena Nowakowska | Kumite 50 kg  | Miho Miyahara     | 3:6      | Maria Alexiadis      | 2:0      | Lydia Besbes    | 2:0      | Alexandra Recchia  | 1:4           | Serap Özçelik      | 0:2              | 4             |
| Dorota Banasczcyk    | Kumite 55 kg  | Tmeika Knapp      | 5:0      | Emilie Thouy         | 0:1      | Tzu-Yun Wen     | 0:4      | ausgeschieden      | ausgeschieden | ausgeschieden      | ausgeschieden    | ausgeschieden |
| Justyna Gradowska    | Kumite 61 kg  | Lucie Ignace      | 1:2      | Ingrida Suchankova   | 5:3      | –               | –        | Anita Serogina     | 0:2           | Ingrida Suchankova | 0:2              | 4             |
| Kamila Warda         | Kumite 68 kg  | Alisa Buchinger   | 0:5      | Lamya Matoub         | 0:3      | Amy Thomason    | 7:4      | ausgeschieden      | ausgeschieden | ausgeschieden      | ausgeschieden    | ausgeschieden |
| Berenika Przadka     | Kumite +68 kg | Ayumi Uekusa      | 0:1      | Anne Florentin       | 1:3      |                 |          | ausgeschieden      | ausgeschieden | ausgeschieden      | ausgeschieden    | ausgeschieden |
| Olga Chmielewska     | Kata          | Alexandrea Anacan | 1:4      | Sakura Kokumai       | 0:5      | Sandy Scordo    | 0:5      | ausgeschieden      | ausgeschieden | ausgeschieden      | ausgeschieden    | ausgeschieden |
| Männer               |               |                   |          |                      |          |                 |          |                    |               |                    |                  |               |
| Maciej Drazweski     | Kumite 60 kg  | Sofiane Agoudjil  | 0:5      | Douglas Santos Brose | 0:5      | Amir Mehdizadeh | 0:5      | ausgeschieden      | ausgeschieden | ausgeschieden      | ausgeschieden    | ausgeschieden |
| Maciej Bouszewski    | Kumite 75 kg  | Yermek Ainazarov  | 1:3      | Stanislav Horuna     | 0:6      | Thomas Scott    | 1:3      | ausgeschieden      | ausgeschieden | ausgeschieden      | ausgeschieden    | ausgeschieden |
| Kamil Warda          | Kumite 84 kg  | Jorge Perez       | 0:0      | Aykhan Mamayev       | 1:0      | Ryutaro Araga   | 0:4      | Zabiollah Poorshab | 0:7           | Ugur Aktas         | 1:6              | 4             |
| Michal Babos         | Kumite +84 kg | Kenny Guillem     | 3:0      | Achraf Ouchen        | 7:6      | Andjelo Kvesic  | 1:2      | Hideyoshi Kagawa   | 4:7           | Achraf Ouchen      | 8:0              | Bronze        |
| Bartosz Maczka       | Kata          | Vu Duc Minh Dack  | 0:5      | Antonio Diaz         | 0:5      | Ahmed Shawky    | 0:5      | ausgeschieden      | ausgeschieden | ausgeschieden      | ausgeschieden    | ausgeschieden |

### Kickboxen
| Athleten           | Wettbewerb | Viertelfinale    | Viertelfinale | Halbfinale           | Halbfinale                | Finale / Platz 3        | Finale / Platz 3          | Rang          |
| Athleten           | Wettbewerb | Gegner           | Ergebnis      | Gegner               | Ergebnis                  | Gegner                  | Ergebnis                  | Rang          |
| ------------------ | ---------- | ---------------- | ------------- | -------------------- | ------------------------- | ----------------------- | ------------------------- | ------------- |
| Frauen             |            |                  |               |                      |                           |                         |                           |               |
| Malgorzata Dymus   | K1 56 kg   | –                | –             | Sandra Maskova       | 1:2                       | Christin Fiedler        | Sieg durch Walkover       | Bronze        |
| Marta Waliczek     | K1 60 kg   | Zina Djelassi    | 3:0           | Nabila Tabit         | 3:0                       | Melissa Aceves Martinez | 3:0                       | Gold          |
| Roza Gumienna      | K1 65 kg   | Veronika Cmarova | 1:2           | ausgeschieden        | ausgeschieden             | ausgeschieden           | ausgeschieden             | ausgeschieden |
| Männer             |            |                  |               |                      |                           |                         |                           |               |
| Aleksander Kalicki | K1 63,5 kg | Mohamed Sailane  | 3:0           | Aleksandar Konovalov | Niederlage durch KO       | Muhamet Deskaj          | Niederlage durch Walkover | 4             |
| Wojciech Kazieczko | K1 67 kg   | Burak Eymur      | 3:0           | Slobodan Mijajlovic  | 1:2                       | Yurii Peretiatko        | Sieg durch Walkover       | Bronze        |
| Marcin Kret        | K1 71 kg   | Itai Gershon     | 0:3           | ausgeschieden        | ausgeschieden             | ausgeschieden           | ausgeschieden             | ausgeschieden |
| Michal Ronkiewicz  | K1 75 kg   | Ljubo Jalovi     | 3:0           | Datsi Datsiev        | 2:1                       | Zakaria Laaouatni       | 0:3                       | Silber        |
| Arkadiusz Kaszuba  | K1 81 kg   | Ali Khanjari     | 3:0           | Aleksandar Menkovic  | Niederlage durch Walkover | Omari Boyd              | Niederlage durch Walkover | 4             |
| Dawid Kasperski    | K1 86 kg   | Jerome Ward      | Sieg durch KO | Roman Piatnica       | 3:0                       | Mesud Selimovic         | 3:0                       | Gold          |
| Mateusz Pluta      | K1 91 kg   | Petr Kares       | 3:0           | Pavel Voronin        | Sieg durch RSC            | Igor Darmeshkin         | 0:3                       | Silber        |
| Michal Turynski    | K1 +91 kg  | Muhamet Deskaj   | Sieg durch KO | Hamdi Saygili        | Niederlage durch Walkover | Roman Holovatiuk        | Niederlage durch Walkover | 4             |

### Korfball
| Wettbewerb         | Mixed |
| ------------------ | --- |
| Athleten           | Paulina Debicka Aleksandra Kleinrok Maciej Zak Daria Diadik Sebastian Guzina Tamara Siemieniuk Krzysztof Rubinkowski Lukasz Karpiuk Izabela Kolodziejczyk Rafa Diadik Artur Smolarkiewicz Katarzyna Pawlak Kamil Musialinski Klaudia Majchrzak |
| Gruppenphase       | Großbritannien 11:23 (0:8, 3:8, 4:4, 4:3) Deutschland 15:25 (2:11, 3:4, 4:6, 6:4) Chinesisch Taipeh 16:29 (2:7, 3:6, 4:8, 7:8) |
| Platzierungsspiele | Australien 18:20 (6:10, 3:3, 5:5, 4:2) |
| Spiel um Platz 7   | Großbritannien 18:25 (6:7, 1:4, 6:11, 5:3) |
| Platzierung        | 8 |

### Kraftdreikampf
| Athleten             | Wettbewerb         | Kniebeugen (kg) | Bankdrücken (kg) | Kreuzheben (kg) | Gesamt (kg)     | Punkte          | Rang            |
| -------------------- | ------------------ | --------------- | ---------------- | --------------- | --------------- | --------------- | --------------- |
| Frauen               |                    |                 |                  |                 |                 |                 |                 |
| Olimpia Felinska     | Leichtgewicht      | disqualifiziert | disqualifiziert  | disqualifiziert | disqualifiziert | disqualifiziert | disqualifiziert |
| Marzena Wierzbicka   | Superschwergewicht | 220,0           | 130,0            | 210,0           | 560,0           | 535,86          | 7               |
| Männer               |                    |                 |                  |                 |                 |                 |                 |
| Dariusz Wszola       | Leichtgewicht      | 260,0           | 170,0            | 217,5           | 647,5           | 562,5           | 9               |
| Jaroslaw Olech       | Mittelgewicht      | 355,0           | 212,5            | 315,0           | 882,5           | 650,67          | Gold            |
| Jan Wegiera          | Schwergewicht      | 350,0           | 300,0            | 280,0           | 930,0           | 584,41          | 10              |
| Krzysztof Wierzbicki | Superschwergewicht | 300,0           | 200,0            | 420,0           | 920,0           | 549,61          | 5               |

### Lacrosse
| Wettbewerb       | Frauen |
| ---------------- | --- |
| Athleten         | Kamila Sadowska Katarzyna Lagiewka Malgorzata Kacperczyk Karolina Bialowas Marta Neumann Agnieszka Kosmala Ilona Flisikowska Klaudia Skwarska Katarzyna Foryta Aleksandra Zbikowska Alicja Ogorzalek Karolina Czarnota Joanna Wawtzynow Anna Lisiecka Olga Skorupka |
| Gruppenphase     | Vereinigte Staaten 0:20 Australien 0:23 |
| Spiel um Platz 5 | Japan 1:19 |
| Platzierung      | 6 |

### Luftsport
| Athleten          | Wettbewerb       | Runde 1 | Runde 2 | Runde 3 | Runde 4 | Runde 5 | Runde 6 | Runde 7 | Runde 8 | Runde 9 | Runde 10 | Runde 11 | Runde 12 | Gesamt  | Rang   |
| ----------------- | ---------------- | ------- | ------- | ------- | ------- | ------- | ------- | ------- | ------- | ------- | -------- | -------- | -------- | ------- | ------ |
| Männer            |                  |         |         |         |         |         |         |         |         |         |          |          |          |         |        |
| Jerzy Makula      | Segelkunstflug   | 2043,90 | 1814,30 | 1227,70 | 3300,00 | –       | –       | –       | –       | –       | –        | –        | –        | 8129,30 | 9      |
| Mixed             |                  |         |         |         |         |         |         |         |         |         |          |          |          |         |        |
| Marcin Bernat     | Paramotor Slalom | 3       | 1       | 2       | 2       | 8       | 9       | 8       | 2       | 6       | –        | –        | –        | 41      | Bronze |
| Wojciech Bógdał   | Paramotor Slalom | 4       | 3       | 3       | 5       | 1       | 1       | 7       | 1       | 5       | –        | –        | –        | 30      | Gold   |
| Pawel Kozarzewski | Paramotor Slalom | 17      | 17      | 17      | 17      | 13      | 11      | 13      | 17      | 17      | –        | –        | –        | 138     | 17     |
| Maciej Michalak   | Swooping         | 29      | 36      | 33      | 31      | 35      | 32      | 4       | 16      | 35      | 27       | 32       | 19       | 355.000 | 36     |
| Maciej Machowicz  | Swooping         | 25      | 21      | 26      | 26      | 23      | 34      | 4       | 34      | 32      | 21       | 23       | 22       | 302.000 | 32     |

### Muay Thai
| Athleten            | Wettbewerb | Viertelfinale     | Viertelfinale | Halbfinale    | Halbfinale    | Finale          | Finale                    | Rang          |
| Athleten            | Wettbewerb | Gegner            | Ergebnis      | Gegner        | Ergebnis      | Gegner          | Ergebnis                  | Rang          |
| ------------------- | ---------- | ----------------- | ------------- | ------------- | ------------- | --------------- | ------------------------- | ------------- |
| Frauen              |            |                   |               |               |               |                 |                           |               |
| Gabriela Kuzawinska | 51 kg      | Liudmila Chyslova | 29:28         | Bui Yen Li    | 27:30         | Janet Todd      | 18:20 RSC-OC              | 4             |
| Natalia Leciejewska | 54 kg      | Tristana Tola     | 30:27         | ausgeschieden | ausgeschieden | ausgeschieden   | ausgeschieden             | ausgeschieden |
| Marta Gusztab       | 60 kg      | Nili Block        | 0:0 RSC-B     | ausgeschieden | ausgeschieden | ausgeschieden   | ausgeschieden             | ausgeschieden |
| Männer              |            |                   |               |               |               |                 |                           |               |
| Przemys Kmiecik     | 54 kg      | Elaman Sayasatov  | 27:30         | ausgeschieden | ausgeschieden | ausgeschieden   | ausgeschieden             | ausgeschieden |
| Mateusz Kucharski   | 57 kg      | Wiwat Khamtha     | 27:30         | ausgeschieden | ausgeschieden | ausgeschieden   | ausgeschieden             | ausgeschieden |
| Oskar Siegert       | 63,5 kg    | Maksim Zhuk       | 29:28         | Ali Zarinfar  | 27:30         | Ahmad Ondash    | 10:9 RSC-OC               | Bronze        |
| Mateusz Janik       | 67 kg      | Vladimir Kuzmin   | 27:30         | ausgeschieden | ausgeschieden | ausgeschieden   | ausgeschieden             | ausgeschieden |
| Jakub Rajewski      | 71 kg      | Masoud Minaei     | 9:10 RSC-OC   | ausgeschieden | ausgeschieden | ausgeschieden   | ausgeschieden             | ausgeschieden |
| Dawid Mirkowski     | 75 kg      | Ivan Grigorev     | 28:29         | ausgeschieden | ausgeschieden | ausgeschieden   | ausgeschieden             | ausgeschieden |
| Rafal Korczak       | 81 kg      | Iván Valenzuela   | 29:28         | Ali Dogan     | 26:30         | Mikita Shostak  | Niederlage durch Walkover | 4             |
| Lukasz Radosz       | 91 kg      | Freilos           | Freilos       | Jakub Klauda  | 29:28         | Oleh Pryimachov | Niederlage durch Walkover | Silber        |

RSC-OC = Referee Stopping Contest – Out Class
RSC-B = Referee Stopping Contest – Hit to Body
RSC-H = Referee Stopping Contest – Hit to Head

### Orientierungslauf
| Athleten                                                          | Wettbewerb    | Zeit         | Rang |
| ----------------------------------------------------------------- | ------------- | ------------ | ---- |
| Frauen                                                            |               |              |      |
| Weronika Cych                                                     | Sprint        | 16:36,80 min | 31   |
| Aleksandra Hornik                                                 | Sprint        | 15:31,50 min | 15   |
| Weronika Cych                                                     | Mittelstrecke | 45:47,00 min | 31   |
| Aleksandra Hornik                                                 | Mittelstrecke | 47:38,00 min | 32   |
| Männer                                                            |               |              |      |
| Bartosz Pawlak                                                    | Sprint        | 15:43,40 min | 21   |
| Piotr Parfianowicz                                                | Sprint        | 15:46,10 min | 22   |
| Bartosz Pawlak                                                    | Mittelstrecke | 38:11,00 min | 18   |
| Piotr Parfianowicz                                                | Mittelstrecke | 39:47,00 min | 25   |
| Mixed                                                             |               |              |      |
| Weronika Cych Piotr Parfianowicz Bartosz Pawlak Aleksandra Hornik | Staffel       | 1:05:21 h    | 7    |

### Rettungsschwimmen
| Athleten                                                           | Wettbewerb                             | Vorlauf     | Vorlauf | Finale        | Finale        | Rang          |
| Athleten                                                           | Wettbewerb                             | Zeit        | Rang    | Zeit          | Rang          | Rang          |
| ------------------------------------------------------------------ | -------------------------------------- | ----------- | ------- | ------------- | ------------- | ------------- |
| Frauen                                                             |                                        |             |         |               |               |               |
| Karolina Faszczewska                                               | 50 m Retten einer Puppe                | 38,72 s     | 17      | ausgeschieden | ausgeschieden | ausgeschieden |
| Julia Wrobel                                                       | 50 m Retten einer Puppe                | 38,72 s     | 17      | ausgeschieden | ausgeschieden | ausgeschieden |
| Karolina Faszczewska                                               | 100 m Schwimmen und Retten mit Flossen | 1:01,27 min | 16      | ausgeschieden | ausgeschieden | ausgeschieden |
| Alicja Tchorz                                                      | 100 m Schwimmen und Retten mit Flossen | 54,29 s     | 4       | 54,00 s       | 4             | 4             |
| Dominika Kossakowska                                               | 100 m Retten mit Flossen und Gurt      | 1:11,13 min | 18      | ausgeschieden | ausgeschieden | ausgeschieden |
| Anna Nocon                                                         | 100 m Retten mit Flossen und Gurt      | 1:03,71 min | 11      | ausgeschieden | ausgeschieden | ausgeschieden |
| Dominika Kossakowska                                               | 200 m Hindernisschwimmen               | 2:13,21 min | 8       | 2:13,67 min   | 8             | 8             |
| Alicja Tchorz                                                      | 200 m Hindernisschwimmen               | 2:09,16 min | 2       | 2:06,41 min   | 2             | Silber        |
| Anna Nocon                                                         | 200 m Super Lifesaver                  | 2:40,07 min | 18      | ausgeschieden | ausgeschieden | ausgeschieden |
| Julia Wrobel                                                       | 200 m Super Lifesaver                  | 2:57,43 min | 20      | ausgeschieden | ausgeschieden | ausgeschieden |
| Karolina Faszczewska Anna Nocon Alicja Tchorz Julia Wrobel         | 4 × 25 m Puppenstaffel                 | 1:26,27 min | 7       | 1:28,22 min   | 7             | 7             |
| Dominika Kossakowska Anna Nocon Alicja Tchorz Julia Wrobel         | 4 × 50 m Hindernisstaffel              | 1:53,26 min | 3       | 1:53,17 min   | 5             | 5             |
| Dominika Kossakowska Anna Nocon Alicja Tchorz Karolina Faszczewska | 4 × 50 m Gurtretterstaffel             | 1:43,38 min | 2       | 1:42,60 min   | 3             | Bronze        |
| Männer                                                             |                                        |             |         |               |               |               |
| Wojciech Kotowski                                                  | 50 m Retten einer Puppe                | 30,30 s     | 8       | 30,26 s       | 7             | 7             |
| Bartosz Makowski                                                   | 50 m Retten einer Puppe                | 31,68 s     | 15      | ausgeschieden | ausgeschieden | ausgeschieden |
| Cezary Kepa                                                        | 100 m Schwimmen und Retten mit Flossen | 47,85 s     | 10      | ausgeschieden | ausgeschieden | ausgeschieden |
| Bartosz Makowski                                                   | 100 m Schwimmen und Retten mit Flossen | 52,09 s     | 18      | ausgeschieden | ausgeschieden | ausgeschieden |
| Cezary Kepa                                                        | 100 m Retten mit Flossen und Gurt      | 53,48 s     | 6       | 57,38 s       | 6             | 6             |
| Bartosz Stanielewicz                                               | 100 m Retten mit Flossen und Gurt      | 56,16 s     | 11      | ausgeschieden | ausgeschieden | ausgeschieden |
| Adam Dubiel                                                        | 200 m Hindernisschwimmen               | 1:58,60 min | 5       | 1:59,16 min   | 5             | 5             |
| Bartosz Stanielewicz                                               | 200 m Hindernisschwimmen               | 2:01,84 min | 12      | ausgeschieden | ausgeschieden | ausgeschieden |
| Adam Dubiel                                                        | 200 m Super Lifesaver                  | 2:10,92 min | 5       | 2:11,54 min   | 5             | 5             |
| Bartosz Stanielewicz                                               | 200 m Super Lifesaver                  | 2:24,28 min | 18      | ausgeschieden | ausgeschieden | ausgeschieden |
| Adam Dubiel Cezary Kepa Wojciech Kotowski Bartosz Stanielewicz     | 4 × 25 m Puppenstaffel                 | 1:06,54 min | 2       | 1:06,53 min   | 2             | Silber        |
| Adam Dubiel Cezary Kepa Wojciech Kotowski Bartosz Makowski         | 4 × 50 m Hindernisstaffel              | 1:37,77 min | 1       | 1:36,91 min   | 2             | Silber        |
| Adam Dubiel Cezary Kepa Wojciech Kotowski Bartosz Makowski         | 4 × 50 m Gurtretterstaffel             | 1:30,31 min | 4       | 1:29,13 min   | 4             | 4             |

### Rhythmische Sportgymnastik
| Athleten          | Wettbewerb | Qualifikation | Qualifikation | Finale        | Finale        | Rang          |
| Athleten          | Wettbewerb | Punkte        | Rang          | Punkte        | Rang          | Rang          |
| ----------------- | ---------- | ------------- | ------------- | ------------- | ------------- | ------------- |
| Frauen            |            |               |               |               |               |               |
| Angela Kosoulieva | Ball       | 9.100         | 23            | ausgeschieden | ausgeschieden | ausgeschieden |
| Angela Kosoulieva | Kegel      | 10.200        | 23            | ausgeschieden | ausgeschieden | ausgeschieden |
| Angela Kosoulieva | Reifen     | 12.500        | 21            | ausgeschieden | ausgeschieden | ausgeschieden |
| Angela Kosoulieva | Schleife   | 8.450         | 23            | ausgeschieden | ausgeschieden | ausgeschieden |

### Speedway
| Athleten                                      | Vorrunde                 | Vorrunde | Vorrunde                     | Vorrunde | Vorrunde                      | Vorrunde | Vorrunde                        | Vorrunde | Vorrunde                          | Vorrunde | Vorrunde               | Vorrunde | Vorrunde      | Vorrunde | Race Off                          | Race Off | Finale                 | Finale | Rang |
| Athleten                                      | Gegner                   | Punkte   | Gegner                       | Punkte   | Gegner                        | Punkte   | Gegner                          | Punkte   | Gegner                            | Punkte   | Gegner                 | Punkte   | Punkte gesamt | Rang     | Gegner                            | Punkte   | Gegner                 | Punkte | Rang |
| --------------------------------------------- | ------------------------ | -------- | ---------------------------- | -------- | ----------------------------- | -------- | ------------------------------- | -------- | --------------------------------- | -------- | ---------------------- | -------- | ------------- | -------- | --------------------------------- | -------- | ---------------------- | ------ | ---- |
| Männer                                        |                          |          |                              |          |                               |          |                                 |          |                                   |          |                        |          |               |          |                                   |          |                        |        |      |
| Patryk Dudek Maciej Janowski Bartosz Zmarzlik | Kai Huckenbeck Erik Riss | 5        | Steve Worrall Robert Lambert | 4        | Michael Jensen Kenneth Bjerre | 5        | Emil Saytfudinov Viktor Kulakov | 4        | Antonio Lindback Fredrik Lindgren | 3        | Jason Doyle Max Fricke | 3        | 23            | 4        | Antonio Lindback Fredrik Lindgren | 3        | Jason Doyle Max Fricke | 5      | Gold |

### Sportklettern
| Athleten             | Wettbewerb             | Qualifikation | Qualifikation | Finale          | Finale        | Rang                      | Rang          | Rang              | Rang          | Rang          |
| Athleten             | Wettbewerb             | Ergebnis      | Rang          | Ergebnis        | Rang          | Rang                      | Rang          | Rang              | Rang          | Rang          |
| -------------------- | ---------------------- | ------------- | ------------- | --------------- | ------------- | ------------------------- | ------------- | ----------------- | ------------- | ------------- |
| Frauen               |                        |               |               |                 |               |                           |               |                   |               |               |
| Katarzyna Ekwinska   | Bouldern               | 0t 2b4        | 10            | ausgeschieden   | ausgeschieden | ausgeschieden             | ausgeschieden | ausgeschieden     | ausgeschieden | ausgeschieden |
| Karina Miroslaw      | Schwierigkeitsklettern | 10,50         | 10            | ausgeschieden   | ausgeschieden | ausgeschieden             | ausgeschieden | ausgeschieden     | ausgeschieden | ausgeschieden |
| Männer               |                        |               |               |                 |               |                           |               |                   |               |               |
| Andrzej Mecherzynski | Bouldern               | 0t 1b3        | 9             | ausgeschieden   | ausgeschieden | ausgeschieden             | ausgeschieden | ausgeschieden     | ausgeschieden | ausgeschieden |
| Maciej Dobrzanski    | Schwierigkeitsklettern | 6,50          | 5             | 7,00            | 7             | 7                         | 7             | 7                 | 7             | 7             |
| Athleten             | Wettbewerb             | Qualifikation | Qualifikation | Viertelfinale   | Viertelfinale | Halbfinale                | Halbfinale    | Finale            | Finale        | Rang          |
| Athleten             | Wettbewerb             | Ergebnis      | Rang          | Gegner          | Ergebnis      | Gegner                    | Ergebnis      | Gegner            | Ergebnis      | Rang          |
| Frauen               |                        |               |               |                 |               |                           |               |                   |               |               |
| Anna Brozek          | Speedklettern          | 8,45          | 6             | Anna Tsyganova  | 7,99:9,40     | ausgeschieden             | ausgeschieden | ausgeschieden     | ausgeschieden | ausgeschieden |
| Klaudia Buczek       | Speedklettern          | 10,77         | 12            | ausgeschieden   | ausgeschieden | ausgeschieden             | ausgeschieden | ausgeschieden     | ausgeschieden | ausgeschieden |
| Patrycja Chudziak    | Speedklettern          | 8,62          | 8             | Anouck Jaubert  | DNF:7,89      | ausgeschieden             | ausgeschieden | ausgeschieden     | ausgeschieden | ausgeschieden |
| Aleksandra Rudzinska | Speedklettern          | 8,24          | 5             | Maria Krasavina | 8,04:7,95     | ausgeschieden             | ausgeschieden | ausgeschieden     | ausgeschieden | ausgeschieden |
| Männer               |                        |               |               |                 |               |                           |               |                   |               |               |
| Marcin Dzienski      | Speedklettern          | 5,84          | 3             | Bassa Mawem     | 8,02:8,47     | Reza Alipourshenazandifar | DSQ:5,69      | Stanislav Kokorin | 5,99:5,80     | 4             |
| Rafal Halasa         | Speedklettern          | 8,34          | 11            | ausgeschieden   | ausgeschieden | ausgeschieden             | ausgeschieden | ausgeschieden     | ausgeschieden | ausgeschieden |

### Squash
| Athleten        | 1. Runde        | 1. Runde | Achtelfinale  | Achtelfinale  | Viertelfinale | Viertelfinale | Halbfinale    | Halbfinale    | Finale        | Finale        | Rang          |
| Athleten        | Gegner          | Ergebnis | Gegner        | Ergebnis      | Gegner        | Ergebnis      | Gegner        | Ergebnis      | Gegner        | Ergebnis      | Rang          |
| --------------- | --------------- | -------- | ------------- | ------------- | ------------- | ------------- | ------------- | ------------- | ------------- | ------------- | ------------- |
| Frauen          |                 |          |               |               |               |               |               |               |               |               |               |
| Natalia Ryfa    | Camille Serme   | 0:3      | ausgeschieden | ausgeschieden | ausgeschieden | ausgeschieden | ausgeschieden | ausgeschieden | ausgeschieden | ausgeschieden | ausgeschieden |
| Magda Kamińska  | Nele Gilis      | 0:3      | ausgeschieden | ausgeschieden | ausgeschieden | ausgeschieden | ausgeschieden | ausgeschieden | ausgeschieden | ausgeschieden | ausgeschieden |
| Männer          |                 |          |               |               |               |               |               |               |               |               |               |
| Mateusz Kotra   | Grégoire Marche | 0:3      | ausgeschieden | ausgeschieden | ausgeschieden | ausgeschieden | ausgeschieden | ausgeschieden | ausgeschieden | ausgeschieden | ausgeschieden |
| Wojciech Nowisz | Simon Rösner    | 0:3      | ausgeschieden | ausgeschieden | ausgeschieden | ausgeschieden | ausgeschieden | ausgeschieden | ausgeschieden | ausgeschieden | ausgeschieden |

### Sumō
| Athleten           | Wettbewerb    | 1. Runde                 | 1. Runde | 2. Runde            | 2. Runde      | Achtelfinale                 | Achtelfinale  | Viertelfinale                    | Viertelfinale | Halbfinale                   | Halbfinale    | Finale/Platz 3               | Finale/Platz 3 | Rang          |
| Athleten           | Wettbewerb    | Gegner                   | Ergebnis | Gegner              | Ergebnis      | Gegner                       | Ergebnis      | Gegner                           | Ergebnis      | Gegner                       | Ergebnis      | Gegner                       | Ergebnis       | Rang          |
| ------------------ | ------------- | ------------------------ | -------- | ------------------- | ------------- | ---------------------------- | ------------- | -------------------------------- | ------------- | ---------------------------- | ------------- | ---------------------------- | -------------- | ------------- |
| Frauen             |               |                          |          |                     |               |                              |               |                                  |               |                              |               |                              |                |               |
| Magdalena Macios   | Leichtgewicht | –                        | –        | –                   | –             | Undrakhzaya Nyamsuren        | gewonnen      | Fruzsina Forgo                   | gewonnen      | Luciana Montgomery Higuchi   | verloren      | Platz 3 Yuka Okutomi         | gewonnen       | Bronze        |
| Magdalena Macios   | Leichtgewicht | –                        | –        | –                   | –             | Undrakhzaya Nyamsuren        | gewonnen      | Fruzsina Forgo                   | gewonnen      | Repechage Monika Skiba       | gewonnen      | Platz 3 Yuka Okutomi         | gewonnen       | Bronze        |
| Aleksandra Rozum   | Leichtgewicht | –                        | –        | –                   | –             | Janna van Witbeck            | gewonnen      | Luciana Montgomery Higuchi       | verloren      | ausgeschieden                | ausgeschieden | ausgeschieden                | ausgeschieden  | ausgeschieden |
| Aleksandra Rozum   | Leichtgewicht | –                        | –        | –                   | –             | Janna van Witbeck            | gewonnen      | Repechage Undrakhzaya Nyamsuren  | verloren      | ausgeschieden                | ausgeschieden | ausgeschieden                | ausgeschieden  | ausgeschieden |
| Monika Skiba       | Leichtgewicht | –                        | –        | –                   | –             | Yuka Okutomi                 | verloren      | Repechage Vera Koval             | gewonnen      | Repechage Magdalena Macios   | verloren      | ausgeschieden                | ausgeschieden  | ausgeschieden |
| Monika Skiba       | Leichtgewicht | –                        | –        | –                   | –             | Repechage Euscaris Pereira   | gewonnen      | Repechage Vera Koval             | gewonnen      | Repechage Magdalena Macios   | verloren      | ausgeschieden                | ausgeschieden  | ausgeschieden |
| Olimpia Robakowska | Mittelgewicht | –                        | –        | –                   | –             | Ekaterina Alekseeva          | gewonnen      | Juliana de Paula Medeiros        | gewonnen      | Asano Ota                    | verloren      | ausgeschieden                | ausgeschieden  | ausgeschieden |
| Olimpia Robakowska | Mittelgewicht | –                        | –        | –                   | –             | Ekaterina Alekseeva          | gewonnen      | Juliana de Paula Medeiros        | gewonnen      | Repechage Maryna Maksymenko  | verloren      | ausgeschieden                | ausgeschieden  | ausgeschieden |
| Marina Rozum       | Mittelgewicht | –                        | –        | –                   | –             | Yaseny Castillo              | gewonnen      | Repechage Hikaru Mizunuma        | verloren      | ausgeschieden                | ausgeschieden | ausgeschieden                | ausgeschieden  | ausgeschieden |
| Marina Rozum       | Mittelgewicht | –                        | –        | –                   | –             | Repechage Maryna Maksymenko  | verloren      | Repechage Hikaru Mizunuma        | verloren      | ausgeschieden                | ausgeschieden | ausgeschieden                | ausgeschieden  | ausgeschieden |
| Jagoda Mazurek     | Schwergewicht | –                        | –        | –                   | –             | Olga Daydko                  | verloren      | Repechage Viparat Vituteerasan   | verloren      | ausgeschieden                | ausgeschieden | ausgeschieden                | ausgeschieden  | ausgeschieden |
| Jagoda Mazurek     | Schwergewicht | –                        | –        | –                   | –             | Repechage Anika Schulze      | gewonnen      | Repechage Viparat Vituteerasan   | verloren      | ausgeschieden                | ausgeschieden | ausgeschieden                | ausgeschieden  | ausgeschieden |
| Magdalena Macios   | Offene Klasse | Ofelia Barrios           | verloren | ausgeschieden       | ausgeschieden | ausgeschieden                | ausgeschieden | ausgeschieden                    | ausgeschieden | ausgeschieden                | ausgeschieden | ausgeschieden                | ausgeschieden  | ausgeschieden |
| Jagoda Mazurek     | Offene Klasse | Johanna Schumann         | gewonnen | Janna van Witbeck   | verloren      | Sarah Gomes                  | verloren      | ausgeschieden                    | ausgeschieden | ausgeschieden                | ausgeschieden | ausgeschieden                | ausgeschieden  | ausgeschieden |
| Jagoda Mazurek     | Offene Klasse | Johanna Schumann         | gewonnen | Repechage Asano Ota | gewonnen      | Repechage Batchimeg Baast    | verloren      | ausgeschieden                    | ausgeschieden | ausgeschieden                | ausgeschieden | ausgeschieden                | ausgeschieden  | ausgeschieden |
| Olimpia Robakowska | Offene Klasse | Repechage Yuka Ueta      | verloren | Ivanna Berezovska   | verloren      | ausgeschieden                | ausgeschieden | ausgeschieden                    | ausgeschieden | ausgeschieden                | ausgeschieden | ausgeschieden                | ausgeschieden  | ausgeschieden |
| Aleksandra Rozum   | Offene Klasse | Ekaterina Alekseeva      | verloren | ausgeschieden       | ausgeschieden | ausgeschieden                | ausgeschieden | ausgeschieden                    | ausgeschieden | ausgeschieden                | ausgeschieden | ausgeschieden                | ausgeschieden  | ausgeschieden |
| Marina Rozum       | Offene Klasse | Undrakhzaya Nyamsuren    | gewonnen | Anna Aleksandrova   | verloren      | ausgeschieden                | ausgeschieden | ausgeschieden                    | ausgeschieden | ausgeschieden                | ausgeschieden | ausgeschieden                | ausgeschieden  | ausgeschieden |
| Monika Skiba       | Offene Klasse | Fernanda Rojas Pelegrini | gewonnen | Olga Daydko         | verloren      | ausgeschieden                | ausgeschieden | ausgeschieden                    | ausgeschieden | ausgeschieden                | ausgeschieden | ausgeschieden                | ausgeschieden  | ausgeschieden |
| Männer             |               |                          |          |                     |               |                              |               |                                  |               |                              |               |                              |                |               |
| Patryk Swora       | Leichtgewicht | –                        | –        | –                   | –             | Badral Baasandorj            | verloren      | ausgeschieden                    | ausgeschieden | ausgeschieden                | ausgeschieden | ausgeschieden                | ausgeschieden  | ausgeschieden |
| Pawel Wojda        | Leichtgewicht | –                        | –        | –                   | –             | Jakkrapong Chaorungmetee     | gewonnen      | Batyr Altyev                     | verloren      | Repechage Konstantin Bulatov | gewonnen      | Platz 3 Fathy Abouelrokb     | gewonnen       | Bronze        |
| Pawel Wojda        | Leichtgewicht | –                        | –        | –                   | –             | Jakkrapong Chaorungmetee     | gewonnen      | Repechage Joel Kindred           | gewonnen      | Repechage Konstantin Bulatov | gewonnen      | Platz 3 Fathy Abouelrokb     | gewonnen       | Bronze        |
| Michal Luto        | Mittelgewicht | –                        | –        | –                   | –             | Walter Rivas                 | gewonnen      | Kiyoyuki Noguchi                 | gewonnen      | Atsamaz Kaziev               | verloren      | ausgeschieden                | ausgeschieden  | ausgeschieden |
| Michal Luto        | Mittelgewicht | –                        | –        | –                   | –             | Walter Rivas                 | gewonnen      | Kiyoyuki Noguchi                 | gewonnen      | Repechage Aron Rozum         | verloren      | ausgeschieden                | ausgeschieden  | ausgeschieden |
| Aron Rozum         | Mittelgewicht | –                        | –        | –                   | –             | Hayato Miwa                  | gewonnen      | Usukhbayar Ochirkhuu             | verloren      | Repechage Michal Luto        | gewonnen      | Platz 3 Usukhbayar Ochirkhuu | verloren       | 4             |
| Aron Rozum         | Mittelgewicht | –                        | –        | –                   | –             | Repechage Eoghn Jorge Tivoli | gewonnen      | Repechage Giorgi Meshvildishvili | gewonnen      | Repechage Michal Luto        | gewonnen      | Platz 3 Usukhbayar Ochirkhuu | verloren       | 4             |
| Jacek Piersiak     | Schwergewicht | –                        | –        | –                   | –             | Vasilii Margiev              | verloren      | Repechage Natsagdorj Dugersuren  | gewonnen      | Kojiro Kurokawa              | verloren      | ausgeschieden                | ausgeschieden  | ausgeschieden |
| Jacek Piersiak     | Schwergewicht | –                        | –        | –                   | –             | Repechage Michael Wietecha   | gewonnen      | Repechage Natsagdorj Dugersuren  | gewonnen      | Kojiro Kurokawa              | verloren      | ausgeschieden                | ausgeschieden  | ausgeschieden |
| Michal Luto        | Offene Klasse | Eduard Kudzoev           | verloren | ausgeschieden       | ausgeschieden | ausgeschieden                | ausgeschieden | ausgeschieden                    | ausgeschieden | ausgeschieden                | ausgeschieden | ausgeschieden                | ausgeschieden  | ausgeschieden |
| Jacek Piersiak     | Offene Klasse | Thomas Traill            | gewonnen | Ibrahim Abdellatif  | gewonnen      | Takahiro Higuchi             | gewonnen      | Kiyoyuki Noguchi                 | verloren      | ausgeschieden                | ausgeschieden | ausgeschieden                | ausgeschieden  | ausgeschieden |
| Jacek Piersiak     | Offene Klasse | Thomas Traill            | gewonnen | Ibrahim Abdellatif  | gewonnen      | Repechage Badral Baasandorj  | gewonnen      | Repechage Oleksandr Veresiuk     | verloren      | ausgeschieden                | ausgeschieden | ausgeschieden                | ausgeschieden  | ausgeschieden |
| Aron Rozum         | Offene Klasse | Kiyoyuki Noguchi         | verloren | ausgeschieden       | ausgeschieden | ausgeschieden                | ausgeschieden | ausgeschieden                    | ausgeschieden | ausgeschieden                | ausgeschieden | ausgeschieden                | ausgeschieden  | ausgeschieden |
| Patryk Swora       | Offene Klasse | Usukhbayar Ochirkhuu     | verloren | ausgeschieden       | ausgeschieden | ausgeschieden                | ausgeschieden | ausgeschieden                    | ausgeschieden | ausgeschieden                | ausgeschieden | ausgeschieden                | ausgeschieden  | ausgeschieden |
| Pawel Wojda        | Offene Klasse | Isao Shibaoka            | verloren | ausgeschieden       | ausgeschieden | ausgeschieden                | ausgeschieden | ausgeschieden                    | ausgeschieden | ausgeschieden                | ausgeschieden | ausgeschieden                | ausgeschieden  | ausgeschieden |

### Tanzen

#### Standard Tänze
| Athleten                             | 1. Runde | 1. Runde | 1. Runde      | 1. Runde     | 1. Runde  | Halbfinale | Halbfinale | Halbfinale    | Halbfinale   | Halbfinale | Finale | Finale | Finale        | Finale       | Finale    | Rang |
| Athleten                             | Walzer   | Tango    | Wiener Walzer | Slow Foxtrot | Quickstep | Walzer     | Tango      | Wiener Walzer | Slow Foxtrot | Quickstep  | Walzer | Tango  | Wiener Walzer | Slow Foxtrot | Quickstep | Rang |
| ------------------------------------ | -------- | -------- | ------------- | ------------ | --------- | ---------- | ---------- | ------------- | ------------ | ---------- | ------ | ------ | ------------- | ------------ | --------- | ---- |
| Paar                                 |          |          |               |              |           |            |            |               |              |            |        |        |               |              |           |      |
| Justyna Mozdzonek Mateusz Brzozowski | 6        | 5        | 9             | 6            | 1         | 5          | 5          | 5             | 5            | 5          | 5      | 5      | 5             | 5            | 5         | 5    |

#### Latein Tänze
| Athleten                             | 1. Runde | 1. Runde    | 1. Runde | 1. Runde   | 1. Runde | Redance | Redance     | Redance | Redance    | Redance | Finale        | Finale        | Finale        | Finale        | Finale        | Rang |
| Athleten                             | Samba    | Cha Cha Cha | Rumba    | Paso Doble | Jive     | Samba   | Cha Cha Cha | Rumba   | Paso Doble | Jive    | Samba         | Cha Cha Cha   | Rumba         | Paso Doble    | Jive          | Rang |
| ------------------------------------ | -------- | ----------- | -------- | ---------- | -------- | ------- | ----------- | ------- | ---------- | ------- | ------------- | ------------- | ------------- | ------------- | ------------- | ---- |
| Paar                                 |          |             |          |            |          |         |             |         |            |         |               |               |               |               |               |      |
| Anna Walachowska Bartosz Lewandowski | 13       | 12          | 13       | 12         | 13       | 8       | 2           | 3       | 5          | 7       | ausgeschieden | ausgeschieden | ausgeschieden | ausgeschieden | ausgeschieden | 15   |

#### Rock ’n’ Roll
| Athleten                     | 1. Runde | 1. Runde | Hoffnungsrunde | Hoffnungsrunde | Halbfinale | Halbfinale | Finale | Finale | Rang |
| Athleten                     | Punkte   | Rang     | Punkte         | Rang           | Punkte     | Rang       | Punkte | Rang   | Rang |
| ---------------------------- | -------- | -------- | -------------- | -------------- | ---------- | ---------- | ------ | ------ | ---- |
| Paar                         |          |          |                |                |            |            |        |        |      |
| Santia Hinostroza Jorge Vera | 80,18    | 2        | –              | –              | 114,46     | 1          | 115,63 | 1      | Gold |

### Trampolinturnen
| Männer                            |                  |        |    |               |               |               |
| Lukasz Tomaszewski Bartlomiej Hes | Synchronspringen | 46.800 | 10 | ausgeschieden | ausgeschieden | ausgeschieden |

### Ultimate Frisbee
| Wettbewerb       | Mixed |
| ---------------- | --- |
| Athleten         | Ola Dysko Lukasz Dobranowski Maciej Grabowski Sylwia Wroblewska Grazyna Chlebicka Asia Wojciechowska Kasia Podpora Ewa Banbula-Dyda Wojciech Starzewski Filip Stepniak Stanislaw Boguslawski Kamil Osiecki Paulina Dul Filip Dobranowski |
| Gruppenphase     | Kanada 3:13 Australien 8:13 Japan 8:13 Kolumbien 6:13 Vereinigte Staaten ausgefallen |
| Halbfinale       | ausgeschieden |
| Spiel um Platz 5 | ausgeschieden |
| Platzierung      | ausgeschieden |

### Unihockey
| Wettbewerb       | Männer |
| ---------------- | --- |
| Athleten         | Jakub Lyskawa Piotr Kostela Michal Sienko Mateusz Antoniak Maciej Bogdanski Maciej Sienko Karol Pelczarski Alexander Dahlström Mateusz Turwon Wojciech Malajka Krystian Malasiewicz Lukasz Chlebda Filip Lukaszewski Maciej Jastrzebski |
| Gruppenphase     | Finnland 0:5 (0:2, 0:2, 0:1) Tschechien 12:1 (6:0, 5:1, 1:0) |
| Halbfinale       | ausgeschieden |
| Spiel um Platz 5 | Vereinigte Staaten 1:4 (1:2, 0:0, 0:2) |
| Platzierung      | 6 |

### Wasserski
| Männer           |        |        |    |               |               |               |
| Kamil Borysewicz | Sprung | 54,1 m | 11 | ausgeschieden | ausgeschieden | ausgeschieden |